# Cerura tegelensis
Cerura tegelensis är en fjärilsart som beskrevs av Embrik Strand 1925. Cerura tegelensis ingår i släktet Cerura och familjen tandspinnare. Inga underarter finns listade i Catalogue of Life.